# Voerde
Voerde (Niederrhein) är en stad i Kreis Wesel i Regierungsbezirk Düsseldorf i förbundslandet Nordrhein-Westfalen i Tyskland.